# Ben Maher
Benjamin Richard Maher, detto Ben (Enfield Town, 30 gennaio 1983), è un cavaliere britannico.
Ha vinto la medaglia d'oro olimpica nel salto ostacoli alle Olimpiadi 2012 svoltesi a Londra, in particolare nella gara a squadre.
Ha partecipato anche alle Olimpiadi 2008.
A livello europeo ha vinto una medaglia d'oro nella gara a squadre e una d'argento nell'individuale, entrambe nel 2013.